# Club Waterpolo Dos Hermanas
Club Waterpolo Dos Hermanas é um clube de polo aquático espanhol da cidade de Dos Hermanas. atualmente na Divisão de Honor.'

## História
O Club Waterpolo Dos Hermanas foi fundado em 1993.